# Gnathothlibus samoaensis
Gnathothlibus samoaensis is een vlinder uit de onderfamilie Macroglossinae van de familie pijlstaarten (Sphingidae). De wetenschappelijke naam van de soort werd in 2009 gepubliceerd door Robert Lachlan.
De soort is alleen bekend van het eiland Upolu, Samoa.